# Apple A12
Apple A12 Bionic là một hệ thống dựa trên ARM 64 bit trên chip (SoC) được thiết kế bởi Apple Inc.  Nó lần đầu tiên xuất hiện trong các phiên bản iPhone XS, XS Max, XR và iPad Air thế hệ thứ 3 và iPad mini thế hệ thứ 5 (ra mắt năm 2019). Nó có hai lõi hiệu suất cao được cho là nhanh hơn 15% và tiết kiệm năng lượng hơn 50% so với Apple A11 và bốn lõi tiết kiệm năng lượng được cho là sử dụng ít năng lượng hơn 50% so với lõi tiết kiệm năng lượng trong A11.

## Thiết kế
A12 có CPU ARMv8.3-A 64-bit sáu lõi do Apple thiết kế, với hai lõi hiệu năng cao chạy ở mức 2,49 GHz gọi là Vortex và bốn lõi tiết kiệm điện gọi là Tempest. Giống như lõi Mistral, lõi Tempest dựa trên lõi Swift của Apple từ Apple A6.
A12 cũng tích hợp bộ xử lý đồ họa bốn lõi (GPU) do Apple thiết kế với hiệu năng đồ họa nhanh hơn 50% so với A11. A12 bao gồm phần cứng mạng thần kinh chuyên dụng mà Apple gọi là "Công cụ thần kinh thế hệ tiếp theo" (Next-generation Neural Engine). Phần cứng mạng thần kinh này có tám lõi  và có thể thực hiện tới 5 nghìn tỷ thao tác 8 bit mỗi giây. Không giống như Neural Engine của A11, các ứng dụng của bên thứ ba có thể sử dụng và thao tác Neural Engine của A12.
A12 được sản xuất bởi TSMC  bằng cách sử dụng quy trình 7 nm  FinFET, lần đầu tiên xuất xưởng trong một sản phẩm tiêu dùng, và nó chứa 6,9 tỷ bóng bán dẫn. Diện tích của A12 là 83,27 mm², nhỏ hơn 5% so với A11. Nó được sản xuất trong một gói trên bao bì (PoP) cùng với 4 GB của bộ nhớ LPDDR4X trong iPhone XS  và XS Max  và 3 GB bộ nhớ LPDDR4X trong iPhone XR, iPad Air (2019) và iPad mini (2019). Tập lệnh ARMv8.3 mà nó hỗ trợ mang lại sự cải thiện đáng kể về bảo mật dưới dạng xác thực con trỏ, giúp giảm thiểu các kỹ thuật khai thác như các lỗi liên quan đến bộ nhớ, Lập trình định hướng và Lập trình quay trở lại.
| SoC                       | A12 (7 nm) | A11 (10 nm) |
| ------------------------- | ---------- | ----------- |
| Tổng diện tích            | 83,27      | 87,66       |
| Lõi lớn                   | 2.07       | 2,68        |
| Lõi nhỏ                   | 0,43       | 0,53        |
| CPU Complex (bao gồm lõi) | 11,90      | 14,48       |
| Lõi GPU                   | 3.23       | 4,43        |
| Tổng GPU                  | 14,88      | 15,28       |
| NPU                       | 5,79       | 1,83        |

## Các sản phẩm tích hợp Apple A12 Bionic
- iPhone XR
- iPhone XS
- iPhone XS Max
- iPad Mini (thế hệ thứ 5)
- iPad Air (thế hệ thứ 3)
- Apple tv 2021
- iPad (thế hệ thứ 7, thế hệ thứ 8)